# Signe Trosten
Signe Trosten (Tana, 30 de marzo de 1970) es una deportista noruega que compitió en biatlón. Ganó una medalla de bronce en el Campeonato Mundial de Biatlón de 1991, en la prueba por equipos.

## Palmarés internacional
| Campeonato Mundial | Campeonato Mundial | Campeonato Mundial | Campeonato Mundial |
| Año                | Lugar              | Medalla            | Prueba             |
| ------------------ | ------------------ | ------------------ | ------------------ |
| 1991               | Lahti (Finlandia)  | Medalla de bronce  | Equipo             |